# Sphaerangium vesiculosum
Sphaerangium vesiculosum là một loài Rêu trong họ Pottiaceae. Loài này được (Müll. Hal.) Kindb. miêu tả khoa học đầu tiên năm 1889.